# Julio Buchs
Julio Buchs García (Madrid, 10 de marzo de 1926 - Madrid, 20 de enero de 1973) fue un director de cine español.

## Biografía
Nacido en Madrid e hijo del también director de cine José Buchs, comenzó en el mundo del cine como ayudante de dirección de su padre. Colaboró en el guion de Lucky el intrépido, de Jesús Franco, y Devilman Story, de Paul Maxwell, al igual que en los guiones de todas sus películas. Obtuvo el premio del Sindicato del Espectáculo con su primera película.

## Filmografía
- 1962 Salto de Castrejón
- 1963 Piedra de toque
- 1964 El pecador y la bruja
- 1964 El salario del crimen
- 1966 Barreiros 66 (documental)
- 1966 Mestizo
- 1967 El hombre que mató a Billy el Niño
- 1967 Encrucijada para una monja
- 1968 Cuidado con las señoras
- 1969 Las trompetas del Apocalípsis
- 1969 Los desesperados
- 1970 Una señora llamada Andrés
- 1971 El apartamento de la tentación
- 1972 Alta tensión
- 1973 Sevillana 73 (corto documental)